# Alain Kieffer
Pour les articles homonymes, voir Kieffer.
Alain Kieffer, né le 7 avril 1961 à dans le 4e arrondissement de Lyon, est un basketteur en fauteuil roulant français. Il a joué de 1976 à 2006, et a fait partie de l'équipe de France de handibasket de 1986 à 1991.
Après avoir quitté l'équipe nationale, Alain Kieffer a déménagé à Thonon-les-Bains pour jouer avec le Thonon Basket Handisport, puis a fini sa carrière en jouant en international avec les Aigles de Meyrin et a participé à une dizaine de tournois de Coupe d'Europe.

## Carrière internationale
En tant que membre de l'équipe nationale de handibasket, Alain Kieffer a participé aux compétitions suivantes :
- 1986 : Championnats du Monde, Melbourne (Australie), 4e place
- 1987 : Champion d'Europe, Lorient (France)
- 1989 : Champion d'Europe, Charleville-Mézières (France)
- 1990 : Champion du Monde, Bruges (Belgique)
- 1991 : Champion d'Europe, El Ferrol (Espagne)